# NGC 5799
NGC 5799 (другие обозначения — ESO 67-6, FAIR 164, AM 1500-721, IRAS15005-7213, PGC 53875) — галактика в созвездии Райская Птица.
Этот объект входит в число перечисленных в оригинальной редакции «Нового общего каталога».